# Grattacieli del New Jersey

Skyline di Jersey City

La lista di grattacieli del New Jersey elenca gli edifici più alti dell'omonimo stato USA. L'edificio residenziale più alto è il 99 Hudson Street, ancora in costruzione, ma che ha raggiunto la piena altezza nel 2018, mentre il 30 Hudson Street è il più alto ad uso commerciale.

## Grattacieli più alti
Questa lista comprende grattacieli a partire da 100 m di altezza.
| #  | Nome                                   | Immagine | Altezza Metri | Piani | Anno | Note                        |
| -- | -------------------------------------- | -------- | ------------- | ----- | ---- | --------------------------- |
| 1  | 99 Hudson Street                       |          | 274           | 79    | 2019 |                             |
| 2  | Goldman Sachs Tower                    |          | 238           | 42    | 2004 |                             |
| 3  | URBY Harborside Tower I                |          | 217           | 69    | 2017 |                             |
| 4  | Ocean Resort Casino                    |          | 216           | 57    | 2012 |                             |
| 5  | Journal Squared Tower I                |          | 175           | 54    | 2017 |                             |
| 6  | 101 Hudson Street                      |          | 167           | 42    | 1992 |                             |
| 7  | Trump Plaza                            |          | 162           | 55    | 2008 |                             |
| 8  | Newport Tower                          |          | 162           | 36    | 1991 |                             |
| 9  | 70 Columbus                            |          | 160           | 50    | 2015 |                             |
| 10 | 90 Columbus                            |          | 160           | 50    | 2018 |                             |
| 11 | Harrahs Waterfront Tower               |          | 160           | 45    | 2008 |                             |
| 12 | 70 Greene Street                       |          | 150           | 50    | 2010 | 70 Greene Street a destra   |
| 13 | 77 Hudson Street                       |          | 150           | 50    | 2009 | 77 Hudson Street a sinistra |
| 14 | The Modern 1                           |          | 149           | 47    | 2012 |                             |
| 15 | The Modern 2                           |          | 149           | 47    | 2018 |                             |
| 16 | Exchange Place Center                  |          | 149           | 30    | 1989 |                             |
| 17 | Trump Bay Street                       |          | 148           | 50    | 2016 |                             |
| 18 | Harborside Plaza 5                     |          | 146           | 34    | 2002 |                             |
| 19 | Hard Rock Hotel and Casino North Tower |          | 142           | 45    | 2008 |                             |
| 20 | National Newark Building               |          | 139           | 34    | 1931 |                             |
| 21 | The Water Club at Borgata              |          | 137           | 38    | 2008 |                             |
| 22 | M2 @ Marbella                          |          | 137           | 38    | 2015 |                             |
| 23 | Southampton Apartments                 |          | 137           | 36    | 2000 |                             |
| 24 | Atlantic Apartments                    |          | 137           | 36    | 1998 |                             |
| 25 | Riverside Apartments                   |          | 137           | 33    | 1998 |                             |
| 26 | East Hampton Apartments                |          | 137           | 33    | 1999 |                             |
| 27 | Eleven 80                              |          | 137           | 35    | 1930 |                             |
| 28 | The Palisades                          |          | 136           | 41    | 2001 |                             |
| 29 | The Ellipse                            |          | 136           | 41    | 2017 |                             |
| 30 | Crystal Point                          |          | 133           | 42    | 2009 |                             |
| 31 | Borgata Hotel and Casino               |          | 131           | 43    | 2003 |                             |
| 32 | Trump Taj Mahal Casino Hotel           |          | 131           | 41    | 1990 |                             |
| 33 | Marbella Apartments                    |          | 130           | 40    | 2003 |                             |
| 34 | Galaxy Towers                          |          | 126           | 44    | 1971 |                             |
| 35 | Liberty View Towers East               |          | 116           | 36    | 2003 |                             |
| 36 | Liberty View Towers West               |          | 116           | 36    | 2003 |                             |
| 37 | Bally's Atlantic City                  |          | 114           | 37    | 1989 |                             |
| 38 | The One                                |          | 114           | 35    | 2015 |                             |
| 39 | Prudential Plaza Building              |          | 114           | 24    | 1960 |                             |
| 40 | Camden City Hall                       |          | 113           | 18    | 1931 |                             |
| 41 | The Claridge                           |          | 112           | 24    | 1930 |                             |
| 42 | The Stonehenge                         |          | 112           | 34    | 1967 |                             |
| 43 | Parker Imperial                        |          | 111           | 30    | 1973 |                             |
| 44 | 80 Park Plaza                          |          | 110           | 26    | 1980 |                             |
| 45 | Ocean Club East Tower                  |          | 110           | 34    | 1984 |                             |
| 46 | Ocean Club West Tower                  |          | 110           | 34    | 1984 |                             |
| 47 | One Gateway Center                     |          | 109           | 30    | 1971 |                             |
| 48 | Riviera Towers                         |          | 109           | 38    | 1965 |                             |
| 49 | Zion Towers                            |          | 107           | 28    | 1969 |                             |
| 50 | Resorts Renedezvous Tower              |          | 106           | 27    | 2004 |                             |
| 51 | The Plaza                              |          | 106           | 32    | 1974 |                             |
| 52 | The Colony                             |          | 106           | 32    | 1972 |                             |
| 53 | The Flagship Resort                    |          | 103           | 32    | 1988 |                             |
| 54 | River Ridge                            |          | 103           | 31    | 1985 |                             |
| 55 | Century Towers                         |          | 103           | 31    | 1981 |                             |
| 56 | Aquablu                                |          | 101           | 32    | 2009 |                             |
| 57 | Newark Legal Center                    |          | 100           | 20    | 2000 |                             |

## Cronologia dei grattacieli più alti
| Nome                         | Immagine | Città       | Anni come più alto | Altezza metri | Piani | Note |
| ---------------------------- | -------- | ----------- | ------------------ | ------------- | ----- | ---- |
| Firemen's Insurance Building |          | Newark      | 1910–1923          | 62            | 19    |      |
| Bamberger's/WWOR             |          | Newark      | 1923–1926          | 69            | 14    |      |
| Military Park Building       |          | Newark      | 1926-1930          | 81            | 21    |      |
| Eleven 80                    |          | Newark      | 1930-1931          | 137           | 35    |      |
| National Newark Building     |          | Newark      | 1931-1989          | 142           | 34    |      |
| Exchange Place               |          | Jersey City | 1989-1991          | 149           | 30    |      |
| Newport Tower                |          | Jersey City | 1991-1992          | 162           | 36    |      |
| Merrill Lynch Building       |          | Jersey City | 1992-2004          | 167           | 42    |      |
| Goldman Sachs Tower          |          | Jersey City | 2004-2019          | 238           | 42    |      |
| 99 Hudson Street             |          | Jersey City | 2019-presente      | 270           | 79    |      |